# Bas Rutten
Sebastiaan "Bas" Rutten född 24 februari 1965 i Tilburg, Nederländerna är en före detta Mixed martial arts-utövare (MMA) och kickboxare som under karriären var mästare i UFC:s tungviktsdivision och trefaldig mästare Pancrase. Under karriären besegrade han bland andra de före detta UFC-mästarna Frank Shamrock, Kevin Randleman, Guy Mezger och Maurice Smith. När han avslutade sin MMA-karriär var han obesegrad i de sista 22 matcherna mellan 1995 och 1999 samt comebackmatchen 2006.
Rutten började tävla inom thaiboxning som 20-åring och gick 15 matcher och vann 14 av dem.
Han började sin MMA-karriär som 21-åring och hamnade snart i den japanska organisationen Pancrase. Han kom in som en duktig stand-up-striker i en tid då många ansåg att markkampen var helt avgörande i MMA. Efter att ha blivit King of Pancrase tre gånger det gick han till UFC. Efter bara två matcher i UFC tvingades han avsluta karriären på grund av en knäskada 1999. I sin sista match i organisationen besegrade han Kevin Randleman och blev därmed organisationens tungviktsmästare.
Den 22 juli 2006 gjorde han comeback i World Fighting Alliance, sju år efter sin senaste fight. Motståndaren var Ruben Villareal, Rutten vann i första ronden på knock-out via bensparkar.
Han har etablerat sig som en populär tv-kommentatorer i MMA-världen och har bland annat medverkat i de amerikanska sändningarna från Pride-galan och som coach för laget "Anacondas" i International Fight League.
Efter sin kampsportskarriär har han även satsat på skådespeleri och spelat huvudroller i ett par actionfilmer, bland annat The Eliminator (2004) och The Vault (2005).